# Solar do Barão de Massambará
O Solar do Barão de Massambará é uma construção histórica, provavelmente do século XIX e pertenceu a Marcelino de Avelar e Almeida, o Barão de Massambará. A edificação é tombada pelo (INEPAC). Está localizado no município de Vassouras, no estado do Rio de Janeiro.

## História
O Solar do Barão de Massambará permaneceu em posse da família do Barão de Massambará até 1874, quando foi adquirida pelo Governo da Província, que instalou uma escola pública, conhecida como Tiago Costa, a qual permaneceria no local por quase oitenta anos. Após a saída da escola, a edificação passou por um período de abandono até abrigar o DNER, que ali ficaria por mais quatorze anos.
Atualmente é ocupada pela Fundação Universitária Severino Sombra, que conseguiu concessão do Estado em 1968 e nele implementou a Faculdade de Medicina de Vassouras.

## Arquitetura
O Solar do Barão de Massambará é uma construção de dois pavimentos, assobradada, com porão habitável. Apresenta oito vãos abertos em cada andar, sendo no térreo uma porta e sete janelas e no pavimento superior, oito janelas com uma sacada ao longo deste segundo andar. O acesso ao quintal é feito através de um portão de ferro, com dois pilares coroados por lampiões. Possui estilo neoclássico.